# ۶۷ (قمری)
۶۷ (قمری)، شصت و هفتمین سال در گاهشماری هجری قمری است. اول محرم این سال برابر با سی و یکم ژوئیه سال ۶۸۶ میلادی است.

## رویدادها
- وقوع جنگ خازر و شکست سپاه عبیدالله بن زیاد از لشکر ابراهیم بن مالک اشتر.

- قتل مختار ثقفی

- قتل کیان ایرانی

- قتل عبدالله بن کامل شاکری

- قتل احمر بن شمیط

## زادگان
حسن بن علی بن حسین

## درگذشتگان
- ۱۰ محرم: عبیدالله بن زیاد.

- محمد بن اشعث .

- ۱۴ رمضان: مختار ثقفی رهبر قیام به خونخواهی حسین بن علی (کشته شده در کوفه).